# Eunapius subterraneus
Eunapius subterraneus är en svampdjursart som beskrevs av Boris Sket och Velikonja 1984. Eunapius subterraneus ingår i släktet Eunapius och familjen Spongillidae. Inga underarter finns listade i Catalogue of Life.